# مايكل شاباز
مايكل شاباز (بالإنجليزية: Michael Shabaz)‏ مواليد 20 أغسطس 1987 في فرجينيا، الولايات المتحدة، هو لاعب كرة مضرب أمريكي يلعب باليد اليمنى ويحتل حالياً المرتبة رقم. 1076 (أبريل 20, 2015) في تصنيف رابطة محترفي كرة المضرب. أعلى تصنيف له في الفردي كان المركز الـ 394 في سنة 2013.

## بطولات حققها
- بطولة ويمبلدون

## روابط خارجية
- مايكل شاباز على موقع رابطة محترفي التنس (الإنجليزية)
- مايكل شاباز على موقع الاتحاد الدولي لكرة المضرب (الإنجليزية)
- مايكل شاباز على موقع خلاصة التنس.كوم (الإنجليزية)
- مايكل شاباز على موقع إي إس بي إن.كوم (الإنجليزية)